# Ligne de Corbeil-Essonnes à Montereau
La ligne de Corbeil-Essonnes à Montereau ou ligne CMM est une ligne de chemin de fer, à écartement standard et à double voie électrifiée, située dans les départements français de l'Essonne et de Seine-et-Marne. Propriété de SNCF Réseau, elle est utilisée par des trains de SNCF Voyageurs ainsi que par des convois de certaines compagnies privées.
Elle constitue la ligne no 746 000 du réseau ferré national.

## Histoire
Une loi du 16 juillet 1845 autorise la concession d'un chemin de fer partant de Corbeil et s'embranchant sur le chemin de fer de Paris à Lyon en un point qui ne pourra être plus éloigné que la station de Melun.
La loi du 17 juillet 1879 (dite Plan Freycinet) portant classement de 181 lignes de chemin de fer dans le réseau des chemins de fer d’intérêt général retient en no 39, une ligne de « la limite des départements de Seine-et-Oise et d’Eure-et-Loir, près Auneau, à Melun, par ou près Étampes ». Le tronçon de Corbeil à Melun s'inscrit dans cet itinéraire stratégique.
La ligne est concédée à titre éventuel à la Compagnie des chemins de fer de Paris à Lyon et à la Méditerranée (PLM) par une convention signée entre le ministre des Travaux publics et la compagnie le 26 mai 1883. Cette convention est approuvée par une loi le 20 novembre suivant. Elle est déclarée d'utilité publique, et la concession est rendue définitive par une loi le 22 juillet 1889.
Elle a été mise en service le 1er juin 1897 et inaugurée le 27 juin 1897,.
Cette ligne, qualifiée à l'époque de « stratégique ou complémentaire », était destinée à renforcer la desserte de la « Grande ligne Paris-Lyon » passant par Fontainebleau. Déjà à cette époque, la « Grande Ligne » faisait face à un trafic très chargé ; la ligne CMM devait décongestionner la « Grande Ligne » et proposer un itinéraire de contournement en cas d'interruptions accidentelles.
L'arrivée de la ligne à Melun entraina un profond remaniement de cette gare et la construction ou la modification de nombreux ouvrages d'art dont le pont sur l'avenue Thiers à l'entrée ouest de la gare sur lequel passaient déjà les voies de la ligne Paris-Lyon.
Le franchissement de la Seine au sud-est de la ville de Melun fut rendu possible par la création d'un pont métallique d'une longueur initiale de 147,24 mètres. Ce pont, appelé « le Pont du Pêt-au-Diable » (littéralement la Pierre du Diable), fut détruit par l'armée française le 15 juin 1940 et reconstruit quelques mois plus tard. Le pont fut la cible des bombardements alliés au printemps 1944, les Allemands le firent finalement sauter le 18 août 1944. Les travaux de reconstruction débutèrent à la fin de la guerre et le pont fut rouvert à la circulation le 1er février 1946.
À l’ouverture de la ligne en 1897, treize nouvelles gares furent créées en plus des gares préexistantes de Corbeil, Melun et Montereau : les gares de Villabé, du Coudray-Montceaux, de Saint-Fargeau, de Ponthierry - Pringy, de Vosves, de Livry-sur-Seine, de Chartrettes, de Fontaine-le-Port, d'Héricy, de Vulaines-sur-Seine - Samoreau, de Champagne-sur-Seine, de Vernou-sur-Seine et de la Grande-Paroisse.
Trois gares furent ouvertes par la suite au cours de la deuxième moitié du XXe siècle : gare d'Essonnes - Robinson (1955), Boissise-le-Roi (1955) et le Plessis-Chenet (1965).

## Tracé - parcours

### DeCorbeilàMelun

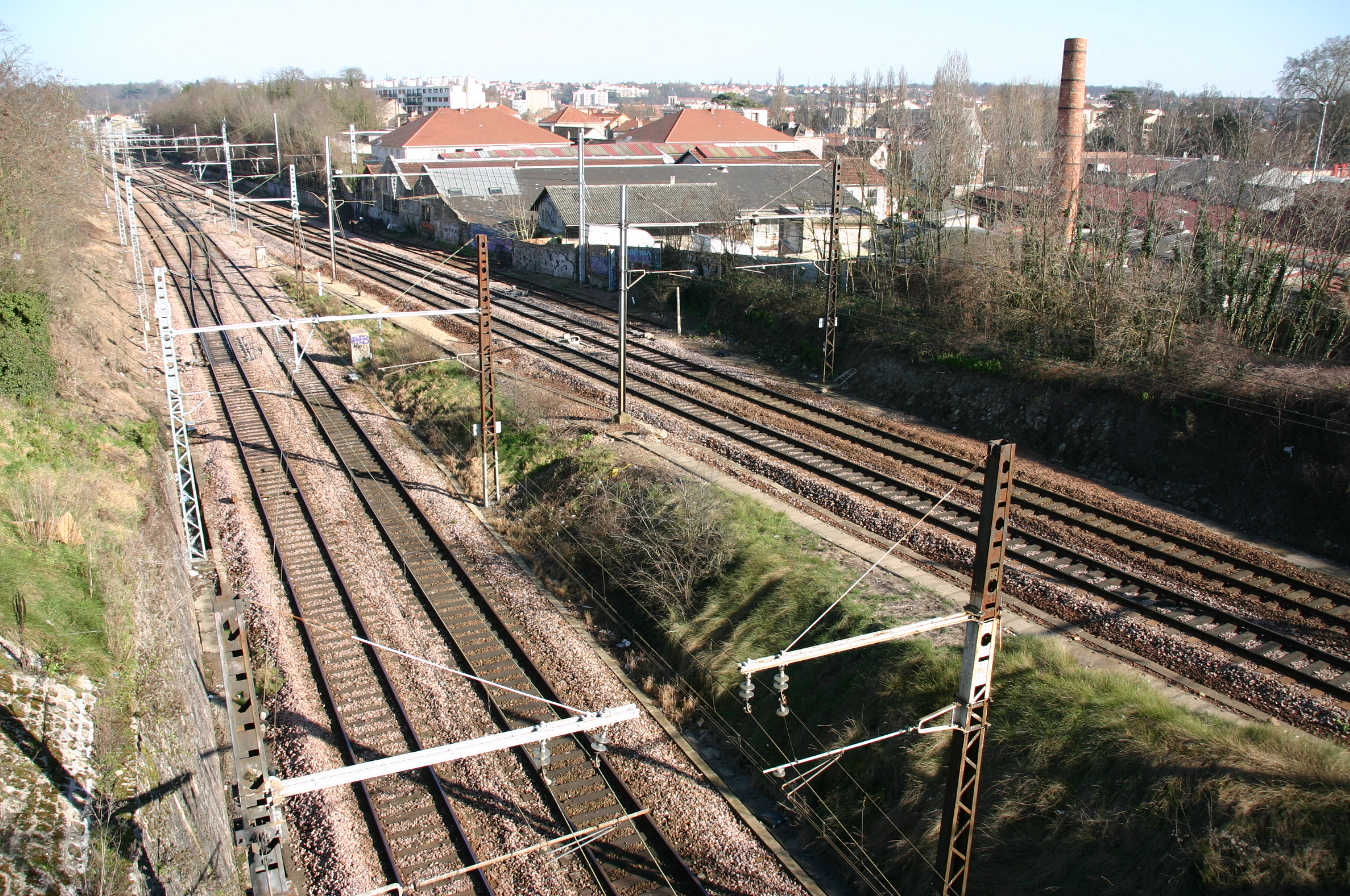
Les lignes Corbeil-Essonnes - Montereau (à gauche) et Villeneuve-Saint-Georges - Montargis (à droite) au sud de la gare de Corbeil-Essonnes.

Au sud de la gare Corbeil-Essonnes, les lignes de Montargis et de Montereau se séparent, chacune prenant apparemment la direction opposée à celle qui devrait être la sienne et passant sous le très haut pont en maçonnerie supportant la route nationale 7. La ligne de Montargis oblique en montant vers la gauche tandis que celle de Montereau part en descendant vers la droite.
Immédiatement après, la ligne CMM dessert l'arrêt urbain d'Essonnes - Robinson. Elle traverse ensuite, sur un remblai longeant de loin l'Essonne, des quartiers résidentiels du sud de Corbeil, Essonnes et Robinson. Après la gare de Villabé, elle passe en tranchée puis traverse la vallée de l'Essonne par deux ponts successifs, passe à angle droit sous la ligne Villeneuve-Saint-Georges - Montargis et pénètre dans le tunnel de l'Essonne qui lui permet de rejoindre la vallée de la Seine.
Désormais, la ligne s'accrochera au flanc escarpé du coteau de la rive gauche de la Seine selon un tracé très sinueux suivant les méandres du fleuve jusqu'aux abords de Melun, offrant le plus souvent comme paysage une magnifique vue sur la Seine et ses écluses d'un côté et un mur de soutènement de l'autre. Elle dessert les gares du Plessis-Chenet et du Coudray-Montceaux.
Le paysage s'adoucit au niveau de la gare de Saint-Fargeau, desservant un quartier résidentiel.
Il s'adoucit encore, tout en s'urbanisant également, aux abords de la gare de Ponthierry - Pringy et jusqu'à celle de Boissise-le-Roi. Après, la ligne renoue avec un coteau escarpé, trouvant à peine la place de loger la gare de Vosves.
Puis, à l'approche de Melun, la vallée de la Seine se fait plus large et la ligne, établie en remblai ou à niveau, traverse sans la desservir la commune de Dammarie-lès-Lys.
Finalement, par un remblai en courbe, elle rejoint la ligne de Paris-Lyon à Marseille-Saint-Charles et entre en gare de Melun.

## Infrastructure

### Caractéristiques
C'est une ligne à double voie au bon profil, les déclivités ne dépassent pas 4 ‰. Sa longueur est de 61 km dont 8 km en Essonne et le reste en Seine-et-Marne.
Elle comporte 2 tunnels : celui d'Essonnes (573 m) après la gare de Villabé et celui d'Héricy (172 m) entre Fontaines-le-Port et Héricy. La Seine est franchie à 2 reprises (à Melun et à Montereau) par 2 viaducs notables.

### Équipements
La ligne est électrifiée depuis le 27 août 1950, comme tout le réseau de banlieue Paris-Lyon en courant continu 1,5 kV, équipée du block automatique lumineux (BAL), du contrôle de vitesse par balises (KVB) et d'une liaison radio sol-train sans transmission de données.
Elle comporte de nombreux passages à niveau.
En août 2010, le tablier du pont-rail au-dessus de l'Essonne, au sud de la gare de Villabé, datant de 1895, a été remplacé par un tablier neuf et moderne.

### Vitesses limites
Vitesses limites de la ligne en 2012 pour les trains V 140, V 160, les TGV ou les automotrices en sens impair (certaines catégories de trains, comme les trains de marchandises, possèdent des limites plus faibles) :
| De                            | À                             | Limite |
| ----------------------------- | ----------------------------- | ------ |
| Corbeil-Essonnes (km 32,2)    | Le Plessis-Chenet (km 37,8)   | 100    |
| Le Plessis-Chenet (km 37,8)   | Ponthierry - Pringy (km 47,6) | 105    |
| Ponthierry - Pringy (km 47,6) | Melun BV                      | 120    |
| Melun BV                      | Melun bif. km 58,4            | 70     |
| Melun bif. km 58,4            | Livry-sur-Seine               | 110    |
| Livry-sur-Seine               | Champagne-sur-Seine           | 120    |
| Champagne-sur-Seine           | Vernou-sur-Seine              | 110    |
| Vernou-sur-Seine              | Montereau P S km 79,4         | 120    |
| Montereau P S km 79,4         | Montereau bif. km 86,8        | 140    |

## Exploitation
Historiquement, la desserte de la ligne a toujours été distincte pour les deux sections Corbeil-Essonnes - Melun et Melun - Montereau.
La section de Corbeil-Essonnes à Melun voit passer un certain nombre de trains Intercités de nuit en provenance de Paris-Austerlitz et à destination du sud-est de la France. Elle permet également d'écouler le trafic en cas d'obstruction des voies de la ligne de Paris-Lyon à Marseille-Saint-Charles entre Villeneuve-Saint-Georges et Melun. Elle accueille également des trains du RER D et des trains de fret.
Sur la section de Melun à Montereau, la fréquence de la desserte n'a rien d'une ligne de banlieue et ne s'étoffe qu'après l'intégration de la ligne dans le périmètre des transports parisiens (rayon de validité de la Carte Orange après son introduction), en 1970 jusqu'à Vulaines et en 1991 jusqu'à Montereau. À l'horaire d'été 1961, l'on trouve:
- dans le sens Melun - Montereau, cinq trains omnibus Melun - Montereau quotidiens, plus un sixième train les samedis, dimanches et fêtes, ayant son origine à Paris-Gare de Lyon ;
- dans le sens Montereau - Melun, trois trains omnibus Montereau - Melun quotidiens, ainsi que deux trains Montereau - Paris-Gare de Lyon (omnibus également entre Montereau et Melun, semi-directs ensuite), plus deux trains omnibus Montereau - Melun les dimanches et fêtes.

Pour les 34 km de Melun à Montereau, le temps de parcours est alors de 34 ou 44 min, en fonction du matériel employé : BB 1-80 ex-PO avec voitures métalliques de banlieue 'Sud-Est' ex-PLM et Z 5100. Les BB 1-80 sont vite remplacées par des machines plus récentes, et les Z 5100 cèdent successivement la place aux Z 5300 à partir de 1982.
Par la suite, les dessertes de la section par les trains de banlieue originaires de Paris est progressivement abandonnée, et remplacée par une desserte en navette avec pour terminus Melun et Montereau, exception faite de trains reliant Paris à la Bourgogne et effectuant notamment des arrêts en gare de Champagne-sur-Seine.
Le cadencement est intervenu au 14 décembre 2008, allant de pair avec une augmentation de l'offre de 23 % du lundi au vendredi, de 58 % le samedi, et de 69 % les dimanches et fêtes. Désormais, un train est proposé toutes les heures tout au long de la semaine, et toutes les demi-heures en période de pointe, avec une amplitude de desserte élargie jusqu'à 23 h (au lieu de 20 h auparavant). Tous les trains sont de nouveau omnibus, avec un temps de parcours de 38-39 min, inchangé donc depuis le début de la traction électrique sur la ligne, avec pour terminus Melun et Montereau. Les voyageurs pour et depuis Paris disposent d’une correspondance de quelques minutes à Melun.
Cette section est aussi ouverte au service du fret et est utilisée par les trains détournés en cas d'obstruction des voies de la ligne de Paris-Lyon à Marseille-Saint-Charles entre Melun et Montereau.

## Galerie photos

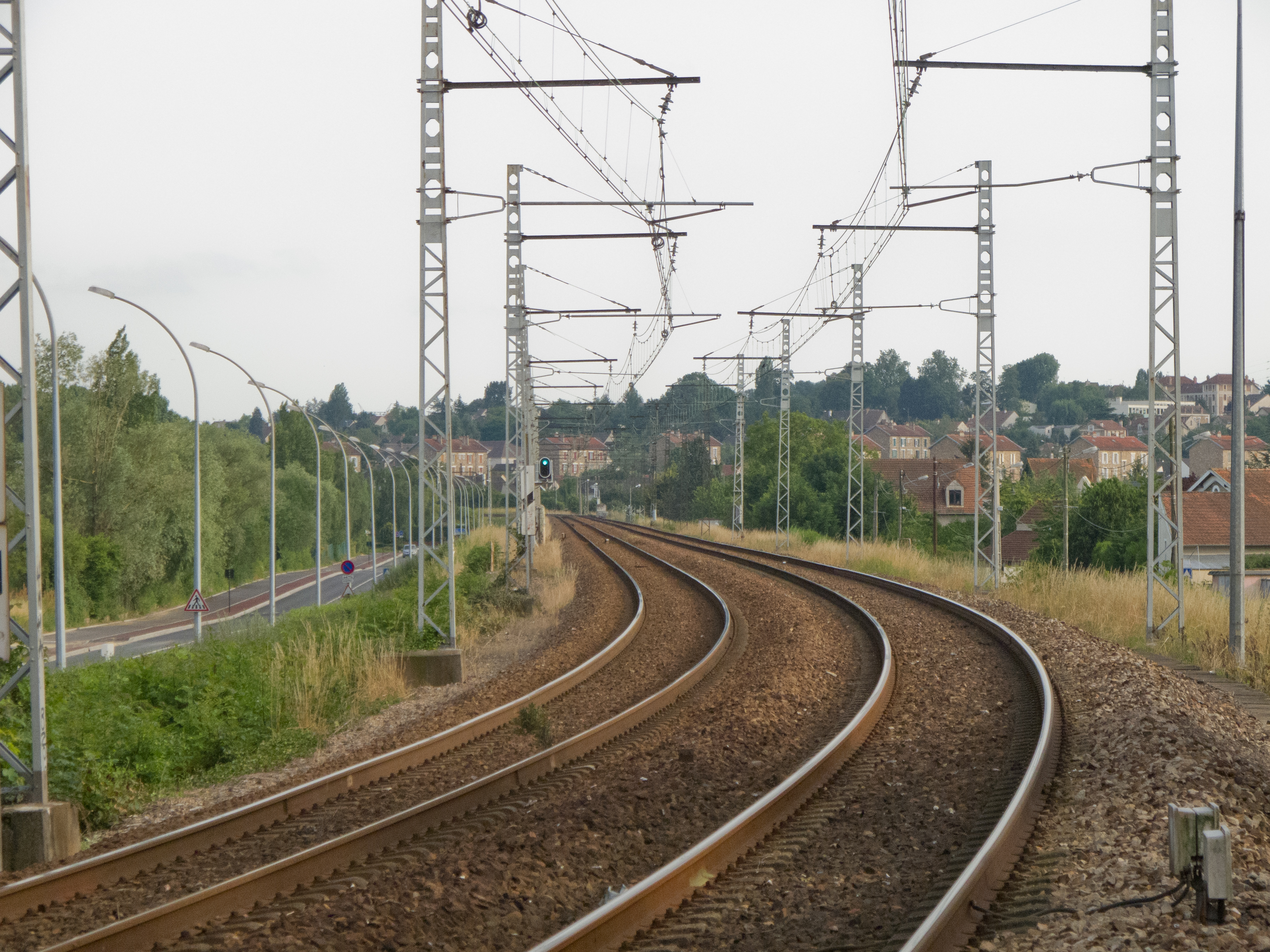
La ligne entre les gares d'Essonne-Robinson et de Villabé.
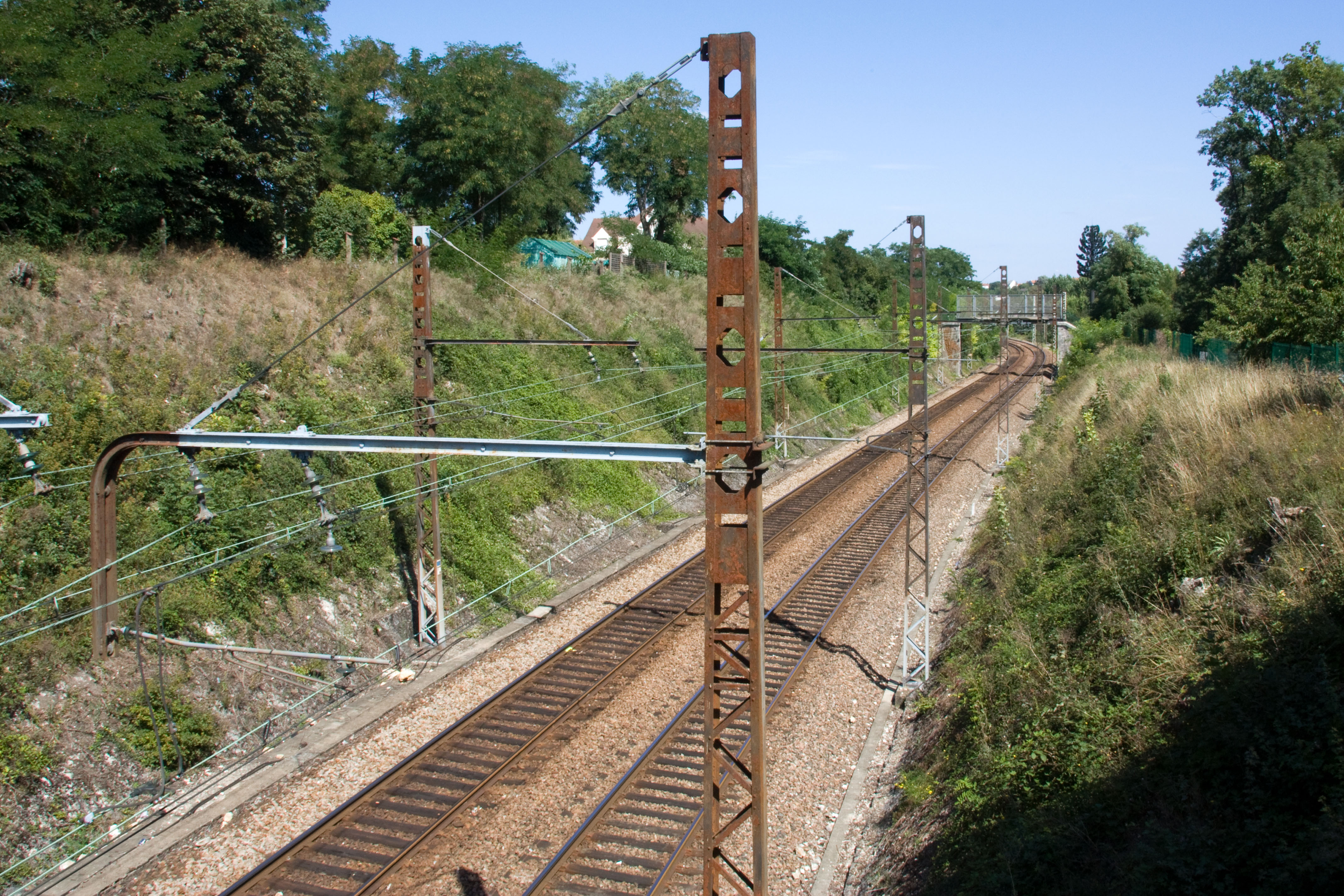
La ligne à Villabé.
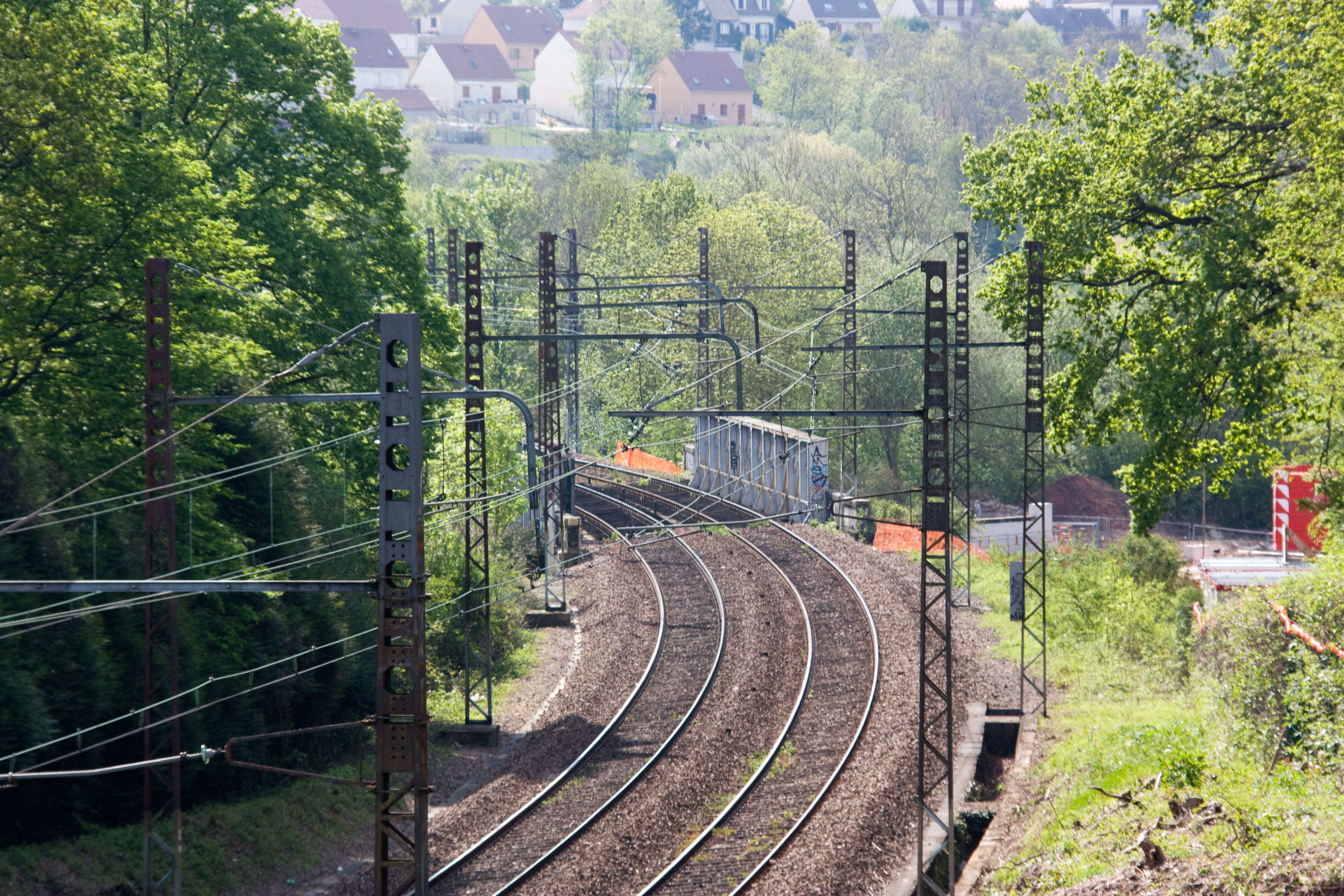
Le pont-rail sur l'Essonne en avril 2010 avant son remplacement.
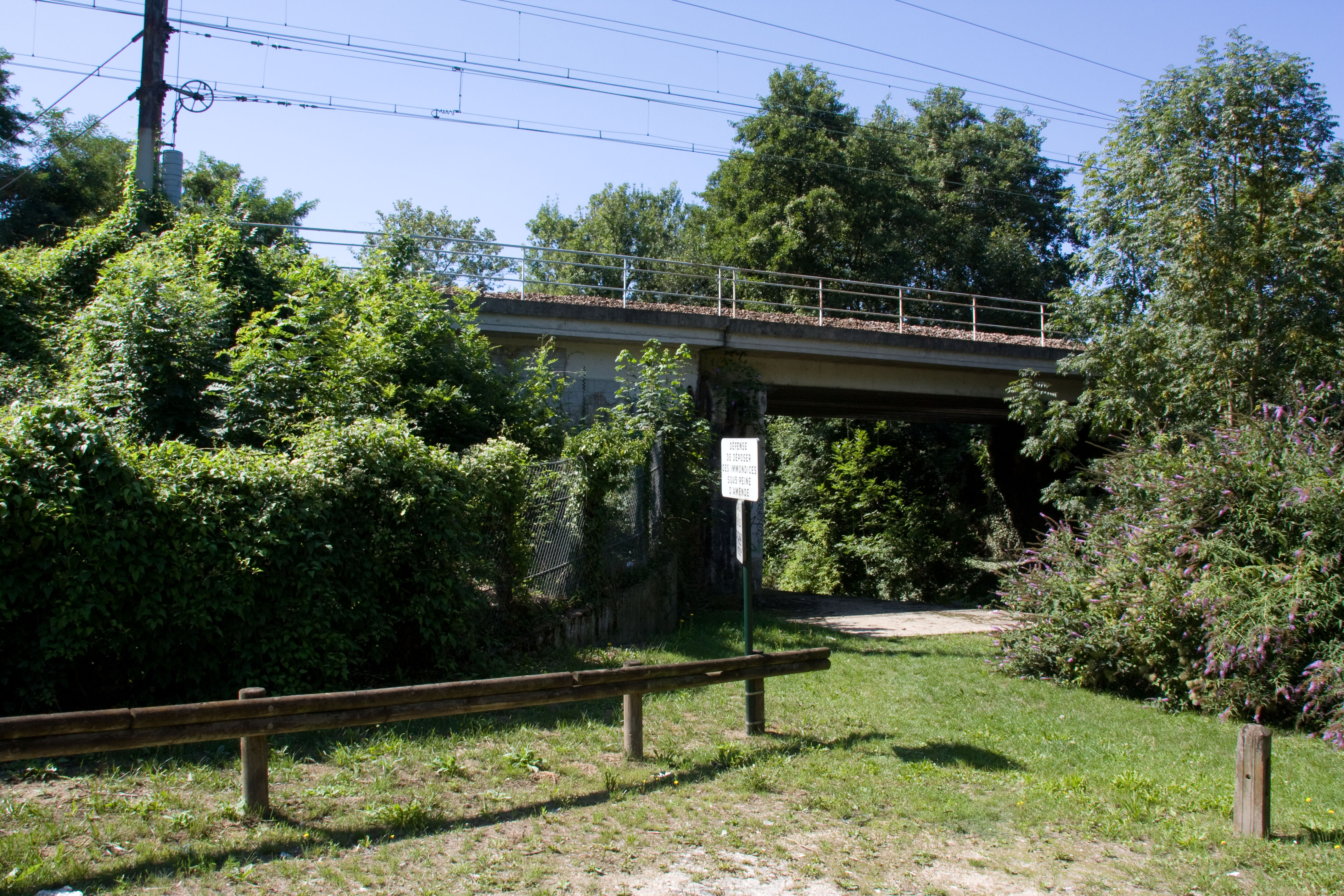
La ligne à Moulin-Galant.
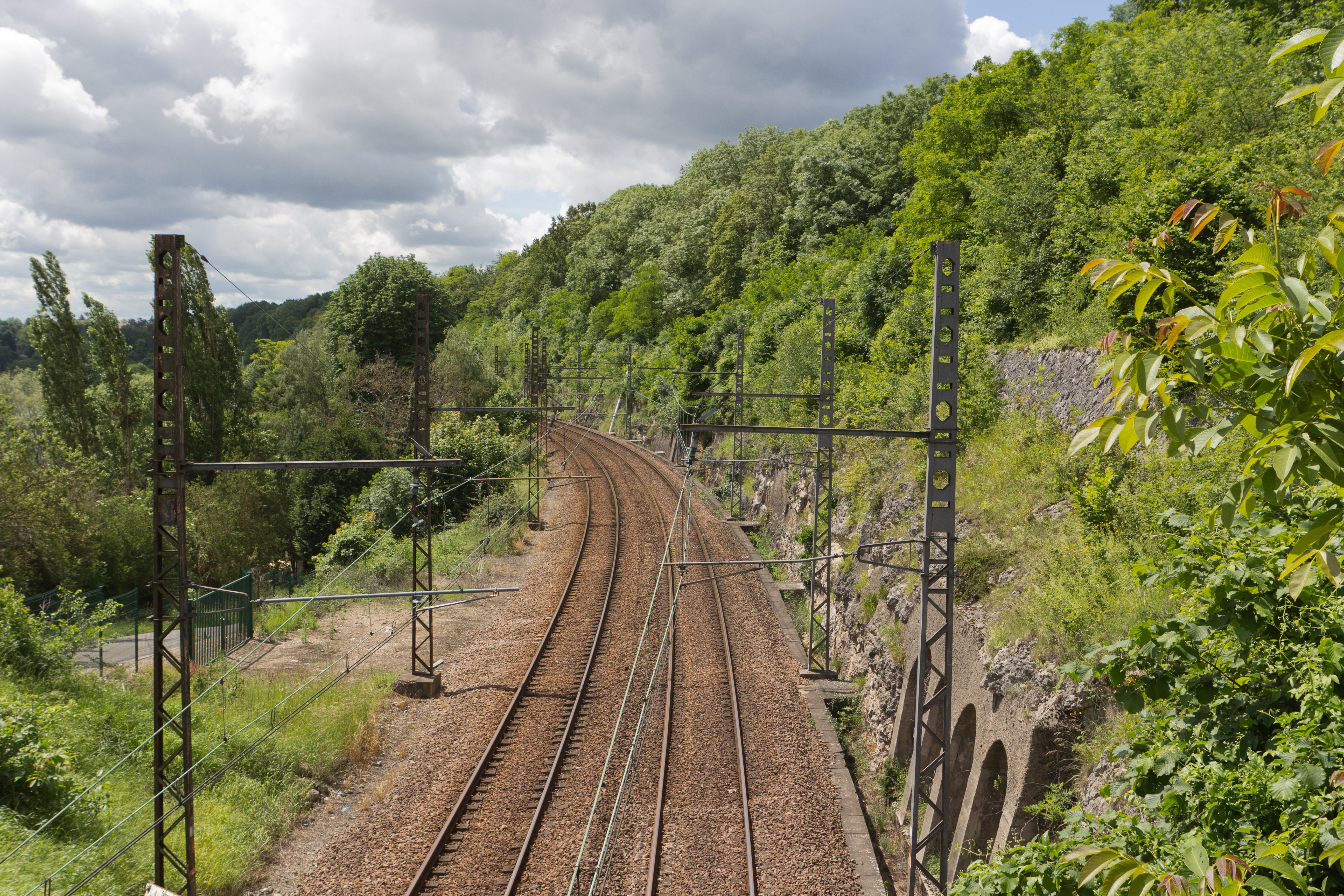
La ligne à Saint-Fargeau-Ponthierry.
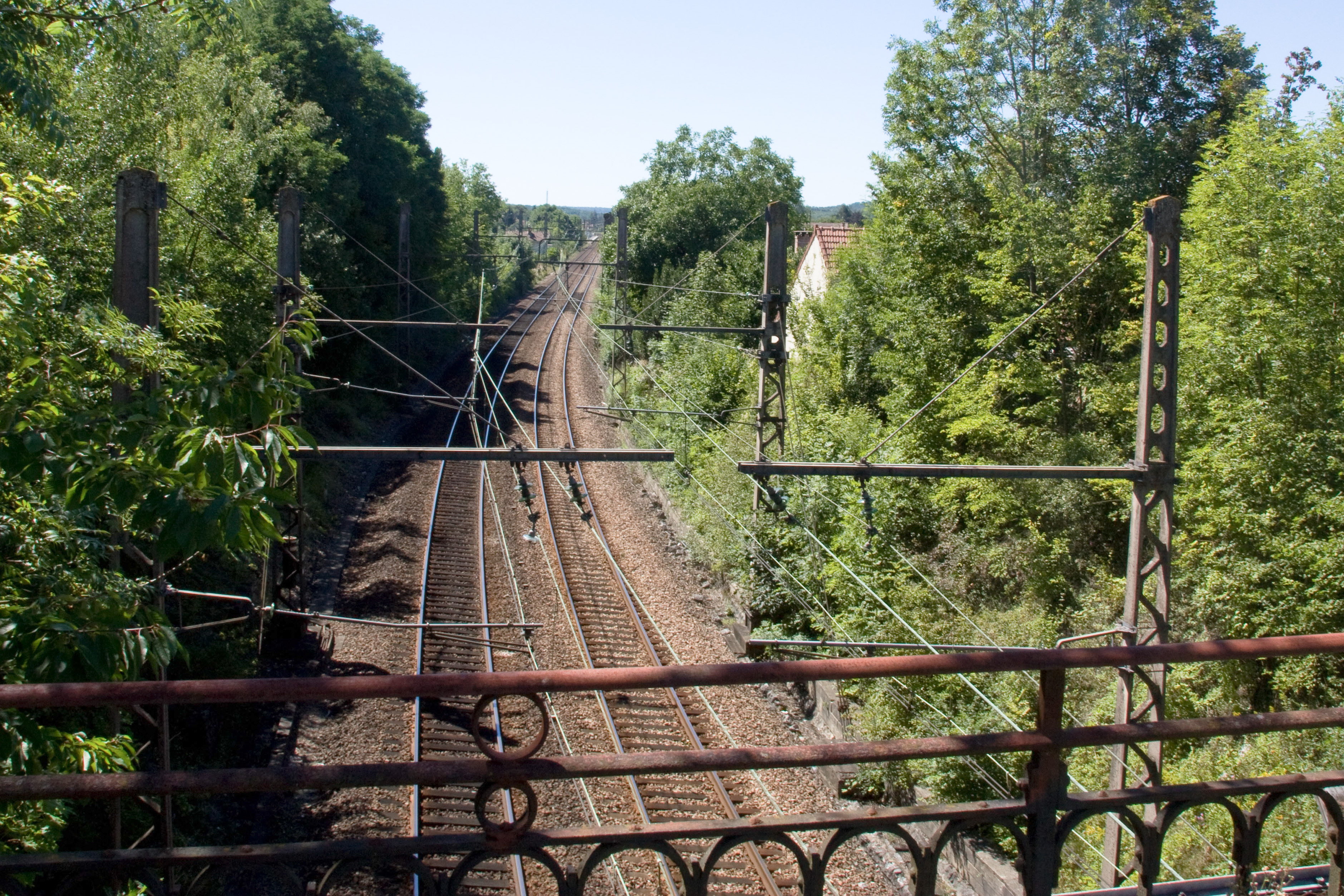
La ligne à Héricy.